# Edna Krabappel
Ms. Edna Krabappel is een personage uit de animatieserie The Simpsons. Ze wordt ingesproken door Marcia Wallace. Krabappel is het enige personage in de serie waarvan Wallace geregeld de stem deed.
Edna Krabappel is docent op de lagere school van Springfield. Ze geeft les aan groep 6 (fourth grade), de klas van Bart Simpson.
In oktober 2013 werd bekend dat Edna's stemactrice, Marcia Wallace, is overleden. Volgens producent Al Jean heeft Wallace voor haar dood nog een jaar aan afleveringen ingesproken.

## Profiel
Edna Krabappel heeft een master van het Bryn Mawr College, maar heeft nauwelijks kennis, een karikatuur van het Amerikaanse openbare scholen systeem. Dit bleek wel toen Lisa Simpson een keer alle antwoordboeken van de docenten op de school stal en ze daardoor niet meer in staat was les te geven.
Edna is gescheiden: haar man ging ervandoor met hun huwelijksadviseur. Ze mist duidelijk gezelschap en voelt haar biologische klok tikken.
In de eerste afleveringen van de serie werd ze neergezet als seksueel agressief. In Flaming Moe's probeerde ze zowel Joey Kramer (Aerosmiths drummer) als Homer Simpson op te pakken. In One Fish, Two Fish, Blowfish, Blue Fish had ze een ontmoeting met een Japanse sushichef. Bart maakte misbruik van haar eenzaamheid in de aflevering Bart the Lover, waarin hij haar nepliefdesbrieven stuurde van een zogenaamde stille aanbidder die perfect bij haar leek te passen. Bart kreeg echter spijt van zijn daad en regelde samen met zijn familie een oplossing.
In de aflevering Grade School Confidential ontwikkelde ze gevoelens voor het schoolhoofd, Seymour Skinner. Deze relatie werd steeds sterker en de twee trouwden bijna, maar op het laatste moment ging het toch nog mis.
In seizoen 17 werd in een flashback getoond dat Edna een serieuze relatie had met Moe Szyslak toen ze voor het eerst naar Springfield kwam en voor ze Skinner leerde kennen. Ze wilde samen met hem Springfield verlaten, maar zag van dit plan af toen ze Bart Simpson leerde kennen en ervan overtuigd was dat hij hulp nodig had op school. Uit deze flashback blijkt dat ze ooit een zeer hoopvolle en optimistische vrouw was, in tegenstelling tot haar huidige karakter. Vanaf de aflevering "The Ned-Liest Catch" kreeg ze een relatie met Ned Flanders, welke in de aflevering "Ned 'n Edna's Blend" resulteert in hun huwelijk.

## Personage
Er zijn wat tegenstrijdigheden over Edna’s oorsprong. Er wordt van uitgegaan dat ze naar Springfield kwam om les te gaan geven, maar in een flashback in "Springfield Up" was op een video te zien dat ze ook op de middelbare school van Springfield zat.
Edna’s achternaam wordt uitgesproken als krɑˈbɑpəl, een parodie op de vrucht "crabapple". Het is ook een referentie naar de lerares Miss Crabtree uit de The Little Rascals serie.

## Internationale namen
- In Frankrijk heet Edna "Krappabel": "Kra" klinkt als "cra-cra" wat door jonge kinderen wordt gebruikt om iets smerigs aan te duiden, en "ppabel" klinkt als "pas belle" (niet mooi).
- In Italië heet ze Edna Caprapall: Capra is Italiaans voor geit, en Caprapall slaat op de beeltenis van een geit.
- In Spanje, wordt haar naam uitgesproken als Edna Carapapel, wat papiergezicht betekent.